# Karina Bosak
Karina Anna Bosak z domu Walinowicz (ur. 8 lipca 1988 w Szczecinie) – polska prawniczka i polityk, posłanka na Sejm X kadencji.

## Życiorys
Pochodzi ze Szczecina. Ukończyła studia prawnicze na Wydziale Prawa i Administracji Uniwersytetu Warszawskiego. Magisterium uzyskała w 2012 na podstawie napisanej pod kierunkiem Wojciecha Kocota pracy pt. Cesja wierzytelności przyszłej w świetle umów nienazwanych w prawie handlowym (factoring i forfaiting). Została też absolwentką Centrum Prawa Amerykańskiego prowadzonego przez UW i Levin College of Law (jednostki University of Florida). Była uczestniczką programu European Advocacy Academy w Brukseli. Pracowała jako analityczka Instytutu na Rzecz Kultury Prawnej Ordo Iuris, w którym została dyrektorką Centrum Wolności Religijnej. Pracowała także w Biurze Rzecznika Praw Obywatelskich, warszawskich sądach i Parlamencie Europejskim, a także w organizacji Observatory on Intolerance and Discrimination against Christians in Europe (OIDAC) w Wiedniu. W 2023 została wpisana na listę adwokatów.
W wyborach parlamentarnych w 2023 kandydowała z 2. miejsca na liście Konfederacji w okręgu podwarszawskim (jako przedstawicielka Ruchu Narodowego). Uzyskała mandat posłanki X kadencji z wynikiem 21 217 głosów, wyprzedzając kandydującego z 1. miejsca Janusza Korwin-Mikkego. W Sejmie zasiadła w Komisji Odpowiedzialności Konstytucyjnej i Komisji Ustawodawczej.

## Życie prywatne
W lutym 2020 zawarła związek małżeński z politykiem Krzysztofem Bosakiem. Mają troje dzieci: Artura Maksymiliana (ur. 2020), Daniela Ksawerego (ur. 2022) i Emilię Marię (ur. 2023).